# Robert Vince
Robert Vince (Vancouver, 8 aprile 1962) è un regista, produttore cinematografico e sceneggiatore canadese.
Attivo al cinema fin dagli anni ottanta, è noto soprattutto per avere prodotto le serie cinematografiche di Air Bud e Pup Star (di cui è anche regista), nonché la serie TV Pup Academy.

## Filmografia parziale

### Regista

#### Cinema
- MVP: Most Valuable Primate (2001)
- MVP: Most Vertical Primate (2001)
- Air Bud 4 - Una zampata vincente (Air Bud: Seventh Inning Fetch) (2002)
- Spymate (2003)
- MXP: Most Xtreme Primate (2004)
- Chestnut - Un eroe a quattro zampe (Chestnut: Hero of Central Park) (2004)
- Air Buddies - Cuccioli alla riscossa (Air Buddies) (2006)
- Supercuccioli sulla neve (Snow Buddies) (2008)
- Supercuccioli nello spazio (Space Buddies) (2009)
- Supercuccioli a Natale - Alla ricerca di Zampa Natale (Santa Buddies) (2009)
- Zampa e la magia del Natale (The Search for Santa Paws) (2010)
- Supercuccioli - Un'avventura da paura! (Spooky Buddies) (2011)
- Supercuccioli a caccia di tesori (Treasure Buddies) (2012)
- Zampa 2 - I cuccioli di Natale (Santa Paws 2: The Santa Pups) (2012)
- Supercuccioli - I veri supereroi (Super Buddies) (2013)
- Russell Madness (2015)
- Monkey Up (2016)
- Pup Star (2016)
- Pup Star: Better 2Gether (2017)
- Pup Star: World Tour (2018)
- Puppy Star Christmas (2018)

#### Televisione
- Pup Academy - serie TV, 6 episodi (2019)
- Russell Maniac - serie TV, 7 episodi (2020)

## Riconoscimenti
Genie Award
- 1997 – Golden Reel Award per Air Bud - Campione a quattro zampe

Heartland International Film Festival
- 2004 – Crystal Heart Award per Chestnut - Un eroe a quattro zampe

Leo Awards
- 2020 – Best Youth or Children's Program or Series a Pup Academy